# داء كوتس
داء كوتس، هو اضطراب خلقي غير وراثي في العين يسبب العمى الكامل أو الجزئي ويتميز بتطور غير طبيعي للأوعية الدموية خلف الشبكية. يمكن إدراج داء كوتس تحت أنماط الغلوكوما.
قد يعطي المرض مظهرًا مشابهًا للورم الأرومي الشبكي عند الحضور بالشكاية.

## العلامات والأعراض
يعتبر ابيضاض الحدقة (انعكاس أبيض غير طبيعي لشبكية العين) العلامة الأشيع عند الحضور إلى الطبيب. تبدأ الأعراض عادةً بتشوش في الرؤية، وهذا يبدو أكثر وضوحًا عند إغلاق إحدى العينين بسبب الطبيعة الأحادية للمرض. تعوض العين غير المصابة فقدان الرؤية في العين الأخرى. ومع ذلك، سيؤدي فقدان الرؤية في أحد العينين إلى خسارة بعض المقدرات البصرية كإدراك العمق واختلاف المنظر. قد يبدأ تدهور البصر في الرؤية المركزية أو المحيطية. من المحتمل أن يبدأ التدهور في الجزء العلوي من مجال الرؤية بسبب توافق هذا مع الجزء السفلي من العين حيث يتجمع الدم عادةً. تشمل الأعراض الشائعة الأخرى رؤية ومضات ضوئية وما يُسمَّى بعوائم العين أو الذباب الطائر. قد يرى المريض أنماط ثابتة من الألوان في العين المصابة. وفي البداية، قد يحدث خلط بينها وبين الهلوسة النفسية، ولكنها تحدث في الواقع نتيجة كل من انفصال الشبكية والسوائل الأجنبية التي تتفاعل ميكانيكيًا مع المستقبلات الضوئية الموجودة في شبكية العين.

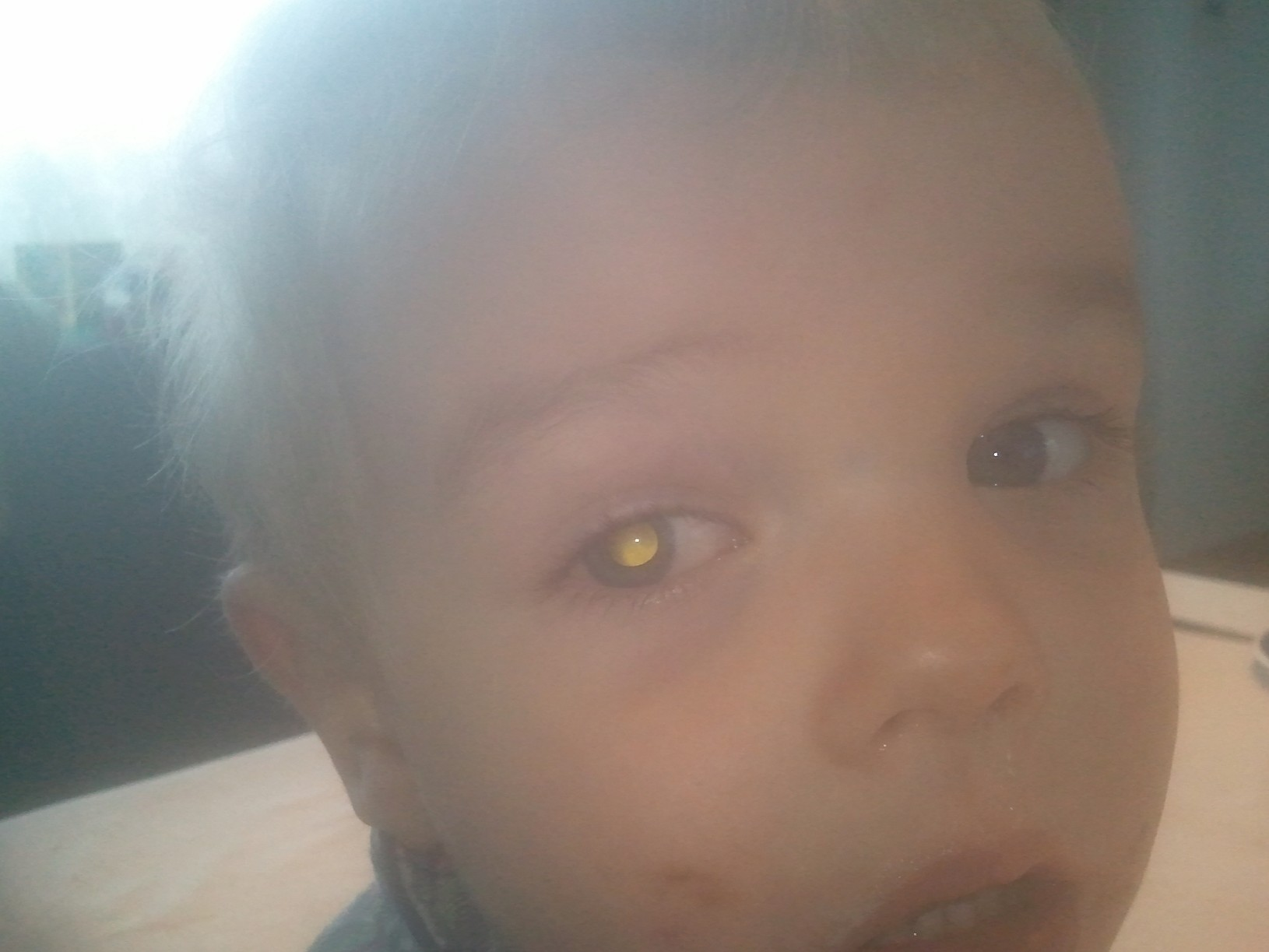
يظهر في الصورة طفل صغير بعين صفراء منذرة بمرض كوتس، ولكنه لا يزال في مرحلة مبكرة، وهذا الاصفرار مرئي فقط عند تسليط ضوء الكاميرا.

إحدى العلامات المبكرة المنذرة بمرض كوتس هي العين الصفراء في التصوير الفوتوغرافي بالفلاش. إذ ستتوهج العين المتضررة من داء كوتس باللون الأصفر في الصور بسبب انعكاس الضوء على الرواسب الكوليسترولية، وذلك كما يحدث في تأثير العين الحمراء الناجم عن انعكاس الأوعية الدموية في الجزء الخلفي من العين الطبيعية. يُنصح الأطفال الذين يعانون من اصفرار العين في الصور عادةً بالسعي فورًا إلى اختصاصي البصريات أو طبيب العيون، الذي سيقيم الحالة ويشخصها ويحيلها إلى اختصاصي الشبكية والجسم الزجاجي.
لا يكون داء كوتس نفسه مؤلمًا، ولكن قد يشعر المريض بالألم إذا حدثت مشكلة تمنع تصريف السائل من العين بشكل صحيح، فهذا سيؤدي إلى ارتفاع الضغط داخل العين وبالتالي حدوث شكل من أشكال الغلوكوما المؤلمة.

## عند الحضور بالشكاية
يؤثر داء كوتس عادةً على عين واحدة فقط (من جانب واحد)، ويحدث غالبًا عند الشباب الذكور 1/100000، وتظهر الأعراض بشكل عام في العقد الأول من العمر. تتراوح ذروة سن ظهور الأعراض بين 6-8 سنوات، ولكن قد يبدأ بأي عمر من 5 أشهر إلى 71 سنة.
يؤدي داء كوتس إلى فقدان تدريجي للرؤية؛ إذ يتسرب الدم من الأوعية غير الطبيعية إلى الجزء الخلفي من العين، تاركًا وراءه رواسبًا كوليسترولية، وهذا سيُلحِق الضرر بشبكية العين. يتطور داء كوتس عادةً ما ببطء، وفي المراحل المتقدمة، قد يحدث انفصال شبكية. قد يتسبب المرض بحدوث غلوكوما أو ضمور أو ساد بشكل ثانوي. وفي بعض الحالات، يكون استئصال العين ضروريًا (قلع العين).
يعتبر داء كوتس أحد المظاهر خارج العضلية النادرة للحثل العضلي الوجهي الكتفي العضدي. أبلغت دراسة واحدة عن مشاهدة ذلك في 1% من مرضى الحثل العضلي الوجهي الكتفي العضدي، وكان معظم هؤلاء المرضى مصابين بالنمط الأول الذي يحدث فيه حذف واسع في المنطقة D4Z4.